# Prooi en schaduw
Prooi en schaduw (1982) is het twaalfde album uit de reeks Yoko Tsuno door Roger Leloup.

## Verhaal
Dit verhaal speelt in de Schotse Hooglanden, waar Yoko bijna een meisje aanrijdt. Het is Cecilia, erfgename van een fortuin, die op de vlucht is voor haar vader en de dokter. Yoko wordt uitgenodigd op het kasteel maar bezoekt eerst nog een oude herberg. De eigenaar vertelt Yoko en Paul het tragische verhaal van Cecilia's moeder en de vloek die het meisje niet meerderjarig zou laten worden. In het kasteel overnachten Yoko en Paul, maar Yoko realiseert zich na een nachtelijk avontuur de volgende dag dat er meer aan de hand is. Ze ontdekt dat er sprake is van een dubbelgangster en weet beide jonge vrouwen te redden.